# 卢特里尼
卢特里尼是拉脱维亚薩爾杜斯市鎮卢特里尼堂区的村庄，是卢特里尼堂区的行政中心。村庄位于堂区东南部靠近拉脱维亚P108高速公路的位置。该村庄距離薩爾杜斯镇议会厅11 km（6.8 mi），距離里加市128 km（80 mi）。
在历史上，该定居点的原型是卢特林根庄园。而在第二次世界大战后，苏联政府将村庄设定为村委员会和集体农场的“示范村庄”。目前为止卢特里尼是堂区行政部门、小学、幼儿园、俱乐部、图书馆、疗养院、学校和堂区博物馆的所在地。卢特里尼公园设有一个树木保护纪念碑。

## 著名人物
- 阿尔弗雷德斯·哈尔特曼尼斯（英语：Alfrēds Hartmanis）：拉脱维亚著名的国际象棋棋手

### 注解
1. ↑  德語：